# Dinamo Bucarest (basket-ball)
Le CS Dinamo Bucarest est un club roumain de basket-ball masculin de première division et membre du club omnisports du même nom, basé à Bucarest. Cette section, fondée en 1949, est le club le plus titré du championnat roumain avec 22 titres, ayant dominé la scène nationale aux côtés du Steaua Bucarest entre les années 1950 et 1980.

## Histoire
La section de basket-ball masculin du club omnisports Dinamo Bucarest est fondée en 1949, dans un contexte où le basketball gagne en popularité en Roumanie, notamment après la Seconde Guerre mondiale, période durant laquelle ce sport est promu comme discipline de masse dans les institutions publiques et universitaires.
Dès ses débuts, Dinamo s’impose rapidement comme un acteur majeur du championnat national, remportant son premier titre en 1953. La construction de la salle Floreasca en 1953, théâtre des confrontations entre Dinamo et son principal rival, Steaua Bucarest, marque une étape importante dans la structuration et la médiatisation du basketball roumain. Ces rencontres deviennent des événements sportifs majeurs, suscitant un engouement populaire notable.
En 1960, Dan Niculescu, joueur fondateur de la section, prend les fonctions d’entraîneur, amorçant une période de stabilité sportive. Toutefois, après la chute du régime communiste en 1989, le club traverse une période de performances plus fluctuantes, avec une brève phase de succès entre 2000 et 2007. Cette période post-communiste se caractérise également par une évolution du basketball roumain vers une ouverture aux joueurs étrangers, alors que le Dinamo, lors de la saison 2017-2018, reste la seule équipe de première division à aligner un effectif intégralement roumain.

## Palmarès
Championnat de Roumanie (22) :
- Champion : 1953, 1954, 1955, 1957, 1965, 1968, 1969, 1970, 1971, 1972, 1973, 1974, 1975, 1976, 1977, 1979, 1983, 1988, 1994, 1997, 1998, 2003

Coupe de Roumanie (ro) (4) :
- Vainqueur : 1967, 1968, 1969, 1980

## Entraîneurs
- 1960-1982 :  Dan Niculescu
- 2010-2011 :  Valentin Pogonaru
- 2011-2013 :  Nicolae Toader
- 2014-2015 :  Željko Bugarčić
- 2015-2016 :  Aleksandar Todorov
- 2016 0000 :  Milija Bogićević (pl)
- 2016-2017 :  Eugen Ilie
- 2017-2018 :  Dan Niculescu
- 2018-2020 :  Tudor Costescu
- 2020-2021 :  Antonis Constantinides (en)
- 2021-2022 :  Hristu Șapera
- 2022 0000 :  Octavian Boian (intérim)
- 2022 0000 :  Dan Fleșeriu
- 2022 0000 :  Hakan Demir (tr)
- 2022 0000 :  Aleksandar Trifunović (en)
- 2022-2024 :  Sotiris Manolopoulos (el)
- 2024 0000 :  Dragan Nikolić (en)
- 2024-2025 :  Roger Grimau
- 2025 0000 :  Dean Medan
- 2025-0000 :  Žydrūnas Urbonas (en)